# ホテル網走湖荘
ホテル網走湖荘（ホテルあばしりこそう、英: Hotel Abashirikoso）は、北海道網走市にあるホテル・旅館。「株式会社網走湖荘」が経営している。

## 沿革
- 1947年（昭和22年）：浅利栄一が「網走湖荘創設の心」起草。
- 1948年（昭和23年）：網走湖の湖畔に15坪の草庵を構えて貸席として生業を始める。
- 1953年（昭和28年）：旅館として発足。
- 1959年（昭和34年）：有限会社を組織。
- 1962年（昭和37年）：日本観光旅館連盟会員となる。
- 1971年（昭和46年）：国際観光連盟会員となる。
- 1973年（昭和48年）：組織を株式会社に変更。
- 1981年（昭和56年）：温泉の掘削に成功。
- 1991年（平成03年）：政府登録国際観光旅館となる。
- 2000年（平成12年）：『人に優しい地域の宿作り』最優秀賞（厚生大臣賞）受賞[1]。

## 施設
客室
- 本館（華の館）
  - 特別室　2室
  - 準特別室　6室
  - 和室ツイン　14室
  - 和洋室　20室
  - 洋室ツイン　15室
- 中央館・南館（くろゆりの館・クリオネの館）
  - 和洋室　80室
  - 洋室ツイン　16室

温泉
- 天然温泉（放流・循環併用式、加温）
- 泉質 - ナトリウム—塩化物泉（アルカリ性低張性高原泉）
- 湯出口泉温42℃
- 大浴場「火口原」
- 展望家族風呂（要予約）

宴会・会議場
- 大広間「オホーツク」（300帖）
- 御宴会処「大漁の間」（120帖）
- 御宴会処「流氷原」（100帖）
- 会議室「銀鱗の間」（80帖）
- 会議室「北斗の間」（125㎡)
- 個室「いさり火」（20帖）
- 大会議場「カムイ」（620㎡）
- 大ホール「白鳳」

その他
- 食事処「前浜」
- 朝食バイキング会場「オーロラ」
- スナック「イヨマンテ」
- カラオケBOX「コロポックル」
- ゲームコーナー「ターザン」
- お土産処「番屋」

## アクセス
- 網走バス「網走湖荘前」バス停下車
- 北海道旅客鉄道（JR北海道）網走駅から車で約7分